# Miomantis exilis
Miomantis exilis är en bönsyrseart som beskrevs av Giglio-tos 1911. Miomantis exilis ingår i släktet Miomantis och familjen Mantidae. Inga underarter finns listade i Catalogue of Life.